# エチオピアの首相
エチオピアの首相（エチオピアのしゅしょう）は、エチオピア連邦民主共和国の政府の長たる首相。
エチオピアは議会制共和国であり、首相が政府の長であり、エチオピア軍の最高司令官である。首相の公邸はアディスアベバのメネリク宮殿。首相は、人民代表院議員の中から選出され、政府の綱領を提示。首相が行政長官として行政権を行使するには、人民代表院で信任投票を受けなければならない。アビィ・アハメドは2018年4月以来、3番目のエチオピア連邦民主共和国の首相である。

## エチオピアの首相の一覧
| 代                                                  | 氏名                             | 在職期間                      |
| --------------------------------------------------- | -------------------------------- | ----------------------------- |
| 1                                                   | ハブタ・ギヨルギス               | 1909年-1926年12月12日         |
| 2                                                   | ハイレ・セラシエ1世              | 1927年-1936年5月1日           |
| 3                                                   | ウォルデ・ザディック             | 1936年5月1日-1942年5月14日    |
| 4                                                   | マコネン・エンデルカチュー       | 1942年5月14日-1957年11月27日  |
| 5                                                   | アベベ・アレガイ                 | 1957年11月27日-1960年12月17日 |
| -                                                   | イムル・ハイレ・セラシエ         | 1960年12月14日-12月17日       |
| 空室(1960年12月17日-1961年4月17日)                  |                                  |                               |
| 6                                                   | アリル・ハブテ＝ウォルド         | 1961年4月17日-1974年3月1日    |
| 7                                                   | エンデルカチュー・マコネン       | 1974年3月1日-7月22日          |
| 空室(1974年7月22日-8月3日)                          |                                  |                               |
| 8                                                   | ミカエル・イムル                 | 1974年8月3日-9月12日          |
| Derg (社会主義エチオピア暫定軍事政府) (1974–1987)   |                                  |                               |
| ポスト廃止(1974 年 9 月 12 日 – 1987 年 9 月 10 日) |                                  |                               |
| エチオピア人民民主共和国 (1987–1991)                |                                  |                               |
| 9                                                   | フィクレ・セラシエ・ウォグダレス | 1987年9月10日-1989年11月8日   |
| -                                                   | ハイル イメニュー                | 1989年11月8日-1991年4月26日   |
| -                                                   | テスファイ・ディンカ             | 1991年4月26日-1991年6月6日    |
| エチオピア暫定政府 (1991–1995)                      |                                  |                               |
| -                                                   | タムラット・レイン               | 1991年6月6日-1995年8月22日    |
| エチオピア連邦民主共和国 (1995–現在)                |                                  |                               |
| 10                                                  | メレス・ゼナウィ                 | 1995年8月23日-2012年8月20日   |
| 11                                                  | ハイレマリアム・デサレン         | 2012年8月20日-2018年4月2日    |
| 12                                                  | アビィ・アハメド                 | 2018年4月2日-（現職）         |